# Saša Babić
Saša Babić (serbisch-kyrillisch Саша Бабић; * 31. Oktober 1965 in Crvenka, Jugoslawien) ist ein ehemaliger serbischer Handballspieler und heutiger -trainer. Der überwiegend im linken Rückraum eingesetzte gebürtige Jugoslawe spielte für den TSV GWD Minden in der 2. Bundesliga.

## Karriere
Babić begann in seiner Heimatstadt bei RK Crvenka mit dem Handballspielen. Mit dem Verein wurde er 1988 Jugoslawischer Pokalsieger. Im Europapokal der Pokalsieger 1988/89 scheiterte man in der folgenden Saison jedoch im Viertelfinale am französischen Vertreter US Créteil HB. Babić schloss sich RK Proleter Zrenjanin an, konnte gleich in seiner ersten Saison den Meistertitel feiern und stand im Finale des IHF-Cups, wo man SKIF Krasnodar aus der Sowjetunion unterlag. Ein Jahr später stand er erneut in einem europäischen Pokalfinale. Im Europapokal der Landesmeister musste sich Zrenjanin mit einem Tor Unterschied dem FC Barcelona geschlagen geben. Daraufhin wechselte er in die 2. Handball-Bundesliga zum TSV GWD Minden. Nachdem er laut eigener Aussagen Morddrohungen erhalten hatte, wechselte er 1993 zurück in die Bundesrepublik Jugoslawien zu RK Vojvodina aus Novi Sad. Später spielte er noch für den slowenischen Verein RD Izola und RK Potisje Ada.
In Ada begann Babić 1998 dann auch seine Trainer-Karriere. Nach RK Vojvodina und RK Železničar Inđija, trainierte er in der Saison 2002/03 den bosnisch-herzegowinischen Verein RK Prijedor. Es folgten die Stationen RK Mladost Vršac, erneut RK Prijedor und RK Bor-RTB. Seit 2017 ist er für den serbischen Verein RK Apatin verantwortlich.
Für die Jugoslawische Nationalmannschaft bestritt er 20 Länderspiele, in denen er 17 Tore erzielte.

## Erfolge
- Jugoslawischer Pokalsieger 1988
- Jugoslawischer Meister 1990
  - Vize-IHF-Pokalsieger 1990
  - Vize-Europapokalsieger der Landesmeister 1991